# 農民共和国

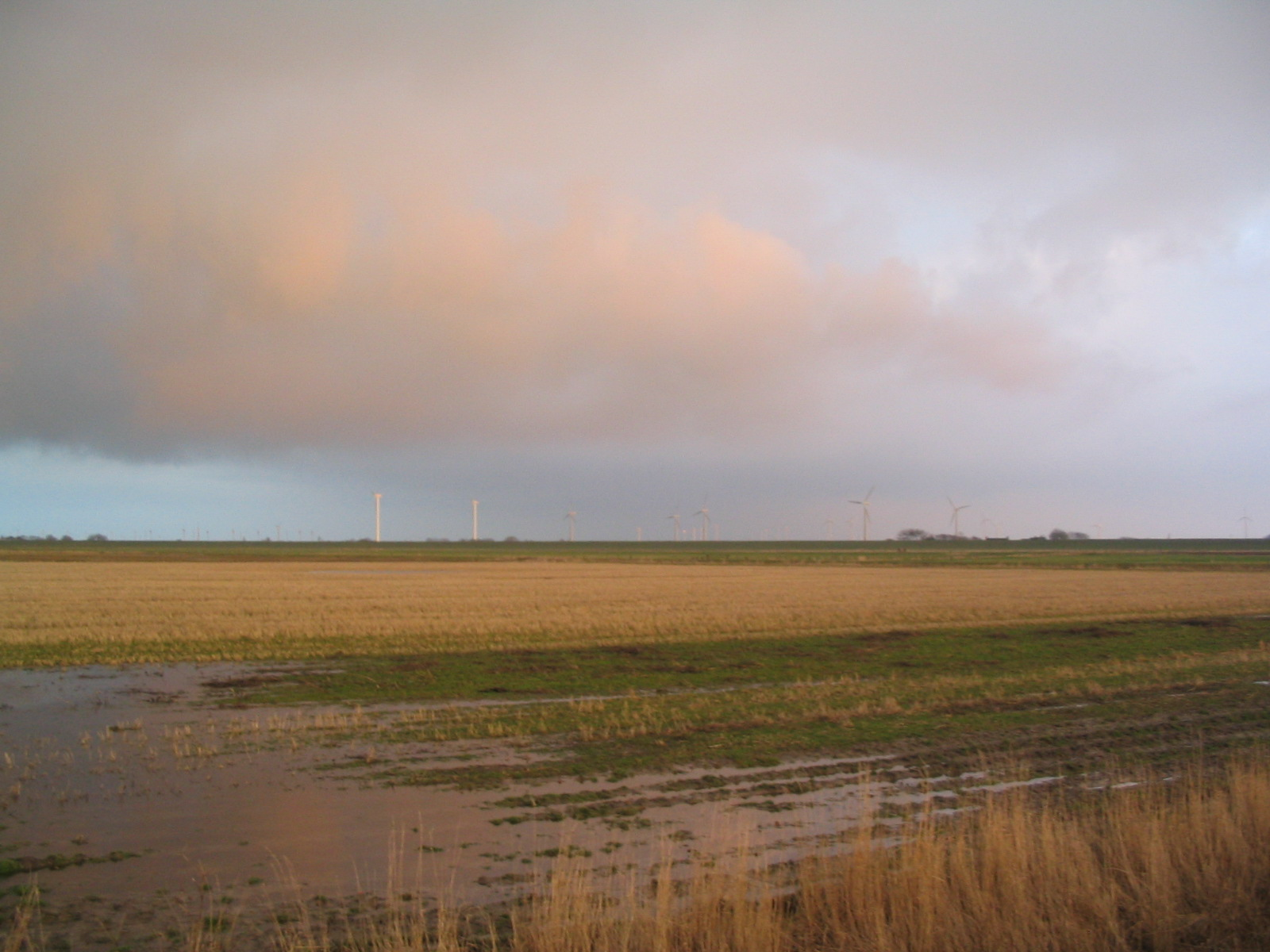
ディットマールシェン北部の沼地。農民共和国の多くは、侵入が難しい地形や土地の貧しさゆえに近隣の封建領主の支配を免れた。

農民共和国 (ドイツ語: Bauernrepublik)は、中世ヨーロッパ、特に神聖ローマ帝国において、王、貴族、聖界諸侯の支配が存在しないか極めて弱く、地元の農民層が広範な自治を行っていた農村社会を指す歴史用語。「共和国」と言っても必ずしも正式な国家機関が存在したとは限らないが、中には事実上の支配権が及んでいないという域を超え、国家のような様相を呈していた共同体も存在する。多くの場合、農民共和国は沼地や山間の峡谷など、外部の貴族が侵入しがたいほど人里離れ険しい地形に守られ、また同時に周辺勢力の興味を惹かないほど貧しい地域に存在した。

## 農民共和国の例

### フリースラントとウンターエルベ
ドイツ語の農民共和国（Bauernrepublik）という言葉は、もともとフリースラントとザクセン北西部を指していた。この地域は中世を通じて封建制や農奴制が敷かれず、「フリースラントの自由」と呼ばれる非常に高い独立性を謳歌していた。この地域の「農民共和国」共同体の例として、ブテャディンゲン、シュタットラント、シュテディンゲン、ラント・ヴルシュテン、ラント・ハーデルン、ディットマールシェンが挙げられる。
これらの農民共和国の中には、農民の中から権力を手にして自ら封建的な領主のようなものになる者が現れたり、単純に近隣の諸侯に併合・征服されたりしたものもあった。
15世紀、キルクセナ家がオストフリースラント（東フリースラント）の数々の農民共和国を支配下に置いた。1464年、ウルリッヒ1世フォン・キルクセナは、みずからオストフリースラント伯を称した。同じころ、ウェストフリースラント（西フリースラント）はブルゴーニュ公国領ネーデルラントに併合され、スペイン領ネーデルラント時代を経てネーデルラント連邦共和国領となった。この結果、現在ではウェストフリースラントはオランダ領、オストフリースラントはドイツ領になっている。シュテディンゲンの農民は1233年にブレーメン大司教に反乱を起こし、一度はシュテディンガー十字軍を撃退したものの、1234年のアルテネシュの戦いで敗北し、ブレーメン大司教領とオルデンブルク伯領に組み込まれた。このほかにも、ブレーメン大司教は1524年にラント・ヴルシュテン、オルデンブルク伯は1514年にブテャディンゲンとシュタットラントを屈服させた。これらと比べればハーデルンは比較的幸運だった。この農民共和国は13世紀にザクセン＝ラウエンブルク公国の支配下に入ったが、この公は非常に弱体だったため、ハーデルンの農民たちは19世紀までかなりの範囲で自治を続けることができた。

### 北欧
ヴァイキング時代から中世盛期のスカンディナヴィア半島には、後世「農民共和国」と呼ばれる共同体が存在した。特に初期の王権が弱かったスウェーデンに例が多く、またノルウェーの支配を受ける前のアイスランド共和国は、突出して大規模で洗練された農民共和国であったといえる。また歴史家の中には、ゴットランド島にも1361年にデンマークに征服される（ヴィズビューの戦い）までは農民共和国が存在していたと考えている者もいる。

### アルプス山脈地域
フリースラントとよく似た状況にあったのが、スイス原初同盟である。スイスの多くのカントンでは地元の農民たちがランツゲマインデ（民会）を通じて主権を行使していた。ただし、行政上の決定権は6人からなる評議会が握っていた。こうしたアルプス山脈の農民たちの自由な自治共同体は、後にベルンやジュネーヴのような自治都市と手を組んで原初同盟を成立させた。以降18世紀末にいたるまで、スイスでは自由農民が支配権を握り続けた。
その他にも、ブレゲンツァーヴァルト（ブレゲンツの森、現オーストリア領）などアルプス地域のいたるところに農民共和国が存在していた。

## 関連文献
- Jens Schmeyers: Die letzten freien Friesen zwischen Weser und Ems: Die Geschichte Butjadingens und Stadlands bis zur Schlacht an der Hartwarder Schanze. Lemwerder. Stedinger Verlag 2006